# Сёяха (река, впадает в Обскую губу)
Сёяха  (также Сё-Яха, Зелёная) — река в России, протекает по Ямало-Ненецкому АО. Длина реки составляет 159 км (от устья Палнатосё — 187 км). Площадь водосборного бассейна — 4400 км². 
Река вытекает с юга из озера Ямбуто в центральной части полуострова Ямал на высоте 18 м над уровнем моря. В верховьях имеет направление на юг, протекает через озеро Северное Тангабтэйто, после чего течёт преимущественно на северо-восток, протекая ещё через одно озеро — Хэнёто. В среднем течении берега местами обрывистые. Активно меандрирует. В бассейне большое количество озёр. Впадает с запада в Обскую губу в 11 км к юг-юго-востоку от устья реки Турмаяха у ненецкого села Сёяха. Перед устьем ширина реки достигает 365 м, а глубина — 5 м. Перед устьем река испытывает приливо-отливные течения.

## Основные притоки
Указаны поименованные притоки длиной 30 км и более .
| Название             | Расстояние от устья | Длина | Положение |
| -------------------- | ------------------- | ----- | --------- |
| Ясавэйяха            | 11                  | 163   | левый     |
| Северная Хальмеръяха | 55                  | 60    | левый     |
| Южная Хальмеръяха    | 60                  | 50    | левый     |
| Яртасё               | 75                  | 31    | левый     |
| Нгарка-Маратаяха     | 114                 | 48    | правый    |
| Пентосё              | 116                 | 83    | правый    |
| Палнатосё            | 150                 | 37    | правый    |

## Данные водного реестра
По данным государственного водного реестра России относится к Нижнеобскому бассейновому округу, водохозяйственный участок — реки западного участка бассейна Обской губы, речной подбассейн реки — Обь ниже впадения Северной Сосьвы. Речной бассейн реки — (Нижняя) Обь от впадения Иртыша.
Код объекта в государственном водном реестре — 15020300312115300045147.